# Kousba
Kousba es una aldea en el distrito de Koura , en la Gobernación del Norte del Líbano .

## Descripción
El nombre Kousba viene de la palabra ocultar "el pueblo se esconde entre los árboles y las montañas". Kousba es uno de los pueblos más habitados en el distrito de Koura, se encuentra a 18 kilómetros al sur de Trípoli y a 12 km al este de Chekka, muy cerca de la carretera principal que lleva al pueblo de Becharry. 
Kousba tiene una población de 4.307 habitantes residentes, cuenta con dos escuelas que son públicas y tienen más de 311 estudiantes matriculados en cada uno de ellas. En las últimas elecciones municipales de 2004, había 7.193 votantes registrados, resultando 4.940 votos efectivos, cuenta con 23 empresas con más de 5 empleados, no tiene hospitales, pero tiene un centro médico, consta de 602 hectáreas de tierras, que incluyen varios monumentos históricos, lugares de interés turístico y sitios religiosos, como muchas iglesias y monasterios, clubes deportivos, instituciones de enseñanza y clubes sociales.